# شيب العجوز

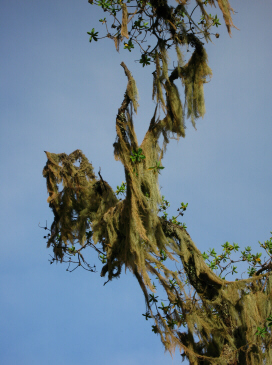

شَيْب العَجُوز   أو سِوَاك القُرُود (سُمّيت بذلك لأنها تصبغ الأفواه إذا استيك بها) أشنة اسمها العلمي (Usnea barbata (L.) Weber ex F.H.Wigg أو .Usenea barbata Ach).
هو نوع من النباتات ذات الأهمية البيئية والثقافية والطبية، والذي يتواجد في مناطق متعددة حول العالم. ينتمي هذا النبات إلى الفصيلة (يُرجى ذكر الفصيلة إذا كانت معروفة)، ويتميز بأوراقه وأزهاره المميزة، ويُعرف بأسماء مختلفة حسب البيئة والثقافة المحلية.
التوزيع الجغرافي
يتواجد نبات شَيْب العَجُوز في مناطق متنوعة من العالم، وخصوصًا في المناطق الاستوائية وشبه الاستوائية. ينتشر بشكل خاص في قارة أفريقيا وجنوب آسيا وأجزاء من الشرق الأوسط. ينمو هذا النبات في الأراضي الجافة والمناطق الحرجية المفتوحة، ويعتبر جزءًا من الغطاء النباتي الطبيعي في تلك المناطق، ما يجعله ذا أهمية بيئية؛ حيث يُسهم في استقرار التربة ومنع انجرافها.
الخصائص النباتية
يتميز نبات شَيْب العَجُوز بجذوره العميقة وسيقانه القوية التي تجعله قادرًا على تحمل الظروف البيئية الصعبة. أوراقه خضراء صغيرة وملمسها خشن، وتكون متباعدة بشكل يسمح بتبخر الرطوبة بشكل أقل، مما يجعله مقاومًا للجفاف. أما أزهاره، فتمتاز بألوانها التي قد تتراوح بين الأبيض والأصفر، ولها رائحة مميزة تجذب الحشرات والطيور، مما يُسهم في عملية التلقيح.
الاستخدامات الثقافية والتقليدية
يُعرف شَيْب العَجُوز بأسماء محلية متعددة ويُستخدم في بعض الثقافات لأغراض طبية وشعبية. يُطلق عليه اسم “سِوَاك القُرُود” نظرًا لاستخدام بعض الحيوانات، خاصة القردة، لأغصانه في تنظيف أسنانها، وهو ما أثار اهتمام العلماء حول استخدام الحيوانات للنباتات لأغراض طبية أو للعناية الشخصية.
كما يُستخدم النبات في بعض المجتمعات كأداة لتنظيف الأسنان، على غرار السواك التقليدي، إذ يُعتقد أن له خصائص مطهرة ومفيدة لصحة الفم. وقد يكون لهذا الاستخدام شعبية خاصة في بعض المناطق الأفريقية والآسيوية، حيث يتم قص أغصانه واستخدامها كأعواد صغيرة لتفريش الأسنان.
الفوائد الطبية
تُشير بعض الدراسات الأولية إلى أن شَيْب العَجُوز يحتوي على مركبات قد تكون مفيدة للصحة. فهناك بعض الأبحاث التي تُظهر أن لهذا النبات خصائص مضادة للالتهابات والميكروبات، مما قد يجعله مفيدًا في علاج بعض الحالات الطبية. في الطب التقليدي، يُستخدم شَيْب العَجُوز لعلاج مشكلات الجلد وبعض الالتهابات، وكذلك يُستخدم كمهدئ للأعصاب في بعض الثقافات.
الأبحاث والدراسات
ازدادت في السنوات الأخيرة الأبحاث حول النباتات التقليدية وطرق استخدامها في الطب الشعبي، ويأتي شَيْب العَجُوز ضمن النباتات التي حظيت باهتمام العلماء. تشير الدراسات إلى أن هذا النبات يحتوي على مواد فعّالة يمكن أن تُسهم في تطوير مستحضرات طبية مستقبلية. ومع ذلك، لا تزال هناك حاجة إلى المزيد من الأبحاث لفهم تركيبته الكيميائية بشكل أعمق وتأثيراته الصحية الفعلية.
الأهمية البيئية
يعتبر نبات شَيْب العَجُوز جزءًا هامًا من النظام البيئي في البيئات التي ينمو فيها. يُسهم في توفير غذاء لمجموعة متنوعة من الحيوانات، بما في ذلك القردة والحشرات. ويعمل النبات كملجأ طبيعي لبعض الحشرات التي تعيش في أوراقه أو جذوره. كما يُسهم في حماية التربة من الانجراف، وخصوصًا في المناطق القاحلة، حيث يعمل كعامل استقرار للتربة بفضل جذوره المتينة.
التحديات والحماية
مع التغيرات المناخية وزيادة النشاط البشري في العديد من المناطق، يواجه نبات شَيْب العَجُوز بعض التحديات التي قد تؤثر على انتشاره الطبيعي. كما أن عمليات الزراعة والتمدن تؤدي إلى تدمير بعض المناطق التي ينمو فيها هذا النبات بشكل طبيعي. لذلك، يوصي بعض الخبراء بضرورة حماية هذا النبات والمحافظة على مواطنه الطبيعية، لما له من أهمية بيئية وطبية.
الاستخدامات الاقتصادية
في بعض المناطق، يتم جمع نبات شَيْب العَجُوز وبيعه في الأسواق المحلية كمنتج طبي شعبي، حيث يُستخدم كبديل للسواك التقليدي، أو يُباع كعشب طبي. كما أن هناك اهتمامًا متزايدًا من بعض الشركات في استخدام مركبات هذا النبات في تصنيع منتجات العناية بالفم والبشرة، مما يجعله مصدرًا محتملاً للدخل في بعض المجتمعات الريفية.
النظرة المستقبلية
مع استمرار البحث في استخدامات النباتات التقليدية والمستدامة، يُعد نبات شَيْب العَجُوز من النباتات التي يمكن أن تكون لها قيمة كبيرة في المستقبل، سواء من الناحية البيئية أو الطبية. وقد تُسهم البحوث الحديثة في فهم أعمق لمركباته واستخداماته، مما يفتح المجال لتطوير منتجات طبيعية ومستدامة تعتمد عليه، ويُمكن أن يكون له دور في المجالات الزراعية والصيدلانية.
الخاتمة
نبات شَيْب العَجُوز يمثل مثالًا مهمًا على كيفية استفادة الإنسان من البيئة الطبيعية حوله، ويُعتبر نموذجًا على التعايش بين الإنسان والطبيعة. من خلال فهم خصائصه وفوائده، يمكن للعلماء والمجتمعات المحلية الاستفادة منه بطرق تحافظ على استدامته وتُحقق الفائدة منه.